# Contaminant
Selon la Convention internationale OSPAR, un contaminant de l'environnement est « Toute substance décelée dans un lieu où elle ne se trouve pas normalement ». Pour des raisons de santé publique, l'ONU et les industriels s'intéressent aussi, via le codex alimentarius notamment aux contaminants des aliments. Un contaminant réalise une contamination.

## Dans le domaine de l'alimentation
Organisation des Nations unies pour l'alimentation et l'agriculture
Il s'agit de toute substance qui n’est pas intentionnellement ajoutée à la denrée alimentaire, mais qui est cependant présente dans celle-ci comme un résidu de la production (y compris les traitements appliqués aux cultures et au bétail et dans la pratique de la médecine vétérinaire), de la fabrication, de la transformation, de la préparation, du traitement, du conditionnement, de l'emballage, du transport ou du stockage de ladite denrée, ou à la suite de la contamination par l'environnent. L'expression ne s'applique pas aux débris d'insectes, poils de rongeurs et autres substances étrangères
Pour l'Union européenne
Dans les denrées alimentaires « Il est interdit de mettre sur le marché des denrées alimentaires contenant une quantité inacceptable de substances résiduelles. Ces substances, dites contaminants, proviennent des conditionnements environnementaux ou des traitements subis par les aliments depuis leur production et peuvent constituer un risque pour la santé publique. L'Union européenne réglemente les teneurs en contaminants acceptées et les maintient aux niveaux les plus faibles possibles ». Un État membre peut agir plus restrictivement que ce qu'impose le règlement européen s'il « soupçonne que la présence d'un contaminant constitue un danger pour la santé humaine. Dans ce cas, il en informe les autres États membres et la Commission, qui prend les mesures appropriées en collaboration avec le comité permanent de la chaîne alimentaire et de la santé animale ».. Mais « les États-membres ne peuvent pas interdire la commercialisation des produits alimentaires conformes au Règlement (CEE) n° 315/93 du Conseil, du 8 février 1993, portant établissement des procédures communautaires relatives aux contaminants dans les denrées alimentaires » (qui ne s'applique cependant pas aux contaminants faisant l'objet d'une réglementation plus spécifique).

## En France
Une notion de « substances pertinentes à surveiller » apparait en 2010  permettant d’étendre la surveillance au titre de la DCE au-delà de la seule liste des substances pour lesquelles des normes de qualité environnementale (NQE) sont fixées par l'Europe. Il s'agissait surtout d'obtenir des données sur les niveaux d’occurrence pour préciser le risque vis-à-vis des ressources aquatiques. Ces molécules doivent être dangereuses avérées ou suspectées (Cf. toxicité/écotoxicité mais aussi persistance, bioaccumulation..) sans faire partie de celles donnant lieu à un rapportage obligatoire au niveau européen ; elles doivent déjà avoir été détectée dans l'eau mais sans que leurs niveaux d’occurrence (dans le milieu aquatique et / ou dans les ressources) soit connu en France ou pas assez connu pour permettre de mesurer leur impact écosystémique ou sur la santé. Elles sont choisies par un « Comité d'experts priorisation » (CEP), sur la base d'un référentiel ad hoc,.
822 substances candidates ont été évaluées et hiérarchisées selon ces critères dont 129 substances ont été sélectionnées :
- 49 substances actives et/ou métabolites) de pesticides et/ou de biocides ;
- 30 produits chimiques industriels ;
- 23 résidus et/ou métabolites de médicaments ;
- 9 ingrédients de formulations de cosmétiques et produits ménagers (filtres UV, fragrances, bactéricides, etc.) ;
- 3 antioxydants (ex. le 4-tert-butylphenol) ;
- 3 retardateurs de flamme bromés ;
- 2 HAP (anthanthrène et coronène) ;
- 8 plastifiants perturbateurs endocriniens (phtalates et bisphenol A) ;
- 4 composés du groupe des alkyl perfluorés.

Cette liste a été proposée au MEDDE comme « substances pertinentes à surveiller » (dans les milieux aquatiques, pour le cycle 2016-2021 de la DCE.
Un cas particulier est celui de la femme enceinte, lié à la vulnérabilité accrue du fœtus et de l'embryon à des contaminants qui traversent le placenta